# Polskie Towarzystwo Naukowe na Obczyźnie
Polskie Towarzystwo Naukowe na Obczyźnie (ang. Polish Society of Arts and Sciences Abroad, fr. Société Polonaise des Sciences et des Lettres à l’Etranger) – polska instytucja naukowa i dydaktyczna o charakterze organizacji non-profit, korporacja uczonych na emigracji z siedzibą w Londynie.

## Cele
Towarzystwo powstało z utworzonej 7 grudnia 1948 roku Polskiej Rady Naukowej na Obczyźnie, na mocy uchwały jej Ogólnego Zebrania w dniu 27 stycznia 1950 roku. Jego celami statutowymi są od chwili powstania:
- reprezentowanie, popieranie i obrona niezależnej nauki polskiej na obczyźnie
- czuwanie nad potrzebami i rozwojem nauki polskiej;
- koordynowanie polskiej działalności naukowej i rozwijanie inicjatywy w tym zakresie;
- prowadzenie wykazu polskich stowarzyszeń naukowych i polskich pracowników naukowych na obczyźnie, oraz ich dorobku naukowego[1][2].

Przedmiotem prac i zainteresowań Towarzystwa są nauki humanistyczne, prawne, społeczne, matematyczno-przyrodnicze, medyczne, techniczne i rolnicze. W statucie obowiązującym w latach 1950–1985 były to: „a) filologia, językoznawstwo, badania historii piśmiennictwa i sztuki, historia, nauki filozoficzne, prawnicze, polityczne, ekonomiczne, społeczne; b) nauki matematyczne i przyrodnicze, nauki techniczne, wojskowe, rolnicze i lekarskie.”, przy czym dyscypliny wymieniony w pkt. a) skupione były w Wydziale Humanistycznym, a w pkt. b) w Wydziale Przyrodniczym Towarzystwa.
Do grudnia 1977 r. siedziba PTNO mieściła się w lokalu przy 9 Princes Gate, od grudnia 1977 znajduje się w gmachu Polskiego Ośrodka Społeczno-Kulturalnego przy 238-246 King Street.

## Historia, członkowie założyciele
Członkami-założycielami Polskiego Towarzystwa Naukowego na Obczyźnie byli (litera H za nazwiskiem oznacza Wydział Humanistyczny, P – Przyrodniczy):
A. Członkowie miejscowi (rezydenci Wielkiej Brytanii):
Jerzy Aleksandrowicz (P), Tadeusz Brzeski (H), Władysław Folkierski (H), Tadeusz Grodyński (H), Bronisław Hełczyński (H), Antoni Jakubski (P), Eugeniusz Jarra (H), Cezaria Jędrzejewiczowa (H), Zygmunt Klemensiewicz (P), Leon Koczy (H), Wacław Komarnicki (H), Stanisław Kościałkowski (H), Marian Kukiel (H), Karolina Lanckorońska (H), Alfred Laskiewicz (P), Zbigniew Leliwa-Sujkowski (P), Józef Mazur (P), Stanisław Mglej (P), Witold Odrzywolski (P), Henryk Paszkiewicz (H), Adam Pragier (H), Mirosław Ramułt (P), Jakub Rostowski (P), Kazimierz Rouppert (P), Jan Ruszkowski (P), Stanisław Skoczylas (P), Paweł Skwarczyński (H), Zdzisław Stahl (H), Stanisław Stroński (P), Wiktor Sukiennicki (H), Tadeusz Sulimirski (H), Stanisław Swianiewicz (H), Bronisław Śliżyński (P), Władysław Wielhorski (H), Stanisław Zaremba (H), Adam Żółtowski (H) – razem 36.
B. Członkowie zamiejscowi (z pozostałych państw):
Antoni Deryng (H), Stefan Glaser (H), Oskar Halecki (H), Marian Heitzman (H), Włodzimierz Koskowski (P), Jan Kucharzewski (H), Wacław Lednicki (H), Jan Łukasiewicz (H), Gustaw Andrzej Mokrzycki (P), Franciszek Pułaski (H), Julian Rzóska (P), Józef Sułkowski (H), Bogdan Zaborski (H), Zygmunt Zaleski (H), Florian Znaniecki (H) – razem 15.
Na pierwszym walnym zebraniu w dniu 20 października 1950 roku dokonano pierwszych wyborów nowych członków: do Wydziału Humanistycznego – 7, do Wydziału Przyrodniczego – 15.
Liczbę członków początkowo ograniczono do 90. Liczba ta była później powiększana sukcesywnie do 120, 144, 180, 200 i 220 członków zwyczajnych, podzielonych równo na dwa wydziały: humanistyczny i przyrodniczo-matematyczny. Warunkiem przyjęcia na członka Towarzystwa było posiadanie stopnia naukowego oraz publikacji przynajmniej dwóch prac naukowych.
W 1996 Polskie Towarzystwo Naukowe na Obczyźnie zostało wyróżnione Nagrodą im. Jerzego Łojka.

## Organizacja i prace towarzystwa
Zasadniczymi kierownikami pracy Towarzystwa byli przewodniczący wydziałów, profesorowie: Jan Drewnowski, Jerzy Gawenda, Bronisław Hełczyński, Stanisław Stroński, Tadeusz Sulimirski, Władysław Wielhorski, Ignacy Wieniewski i Adam Żółtowski na Wydziale Humanistycznym, zaś Kajetan Boratyński, Antoni Jakubski, Zygmunt Klemensiewicz, Józef Rotblat, Jakub Rostowski, Julian Rzóska, Adam Szanser i Roman Wajda na Wydziale Przyrodniczo-Matematycznym.
Powyższa organizacja pracy Towarzystwa istniała do 1981 roku, gdy z powodu wyjazdu profesora Tymona Terleckiego do Stanów Zjednoczonych, funkcję prezesa PTNO objął prof. Edward Szczepanik. Podział Towarzystwa na Wydziały został wówczas zniesiony i opiekę dyscyplin nauk humanistyczno-społecznych i przyrodniczo-matematycznych powierzono dwóm odpowiednim wiceprezesom zarządu. Górna granica ogólnej liczby członków Towarzystwa również została usunięta i statut musiano dostosować do wymogów prawa brytyjskiego o instytucjach non-profit.
Największy stan liczebny Towarzystwo osiągnęło w 1973 r. Miało wówczas 175 członków czynnych, 31 honorowych (cudzoziemców) i 57 członków korespondentów.
W 2008 r. Towarzystwo liczyło 195 członków, w tym 18 honorowych i 13 korespondentów. Przeszło połowa (56%) członków rzeczywistych mieszkała poza Wielką Brytanią.
Podstawowa działalność PTNO polegała na organizowaniu w miarę systematycznych spotkań (od kilku do kilkunastu w roku) połączonych z odczytami i dyskusją. Czasami tezy referatu stawały się zaczynem publikacji książkowej, np. wygłoszony we wrześniu 1949 r. referat prof. Henryka Paszkiewicza Ruś w X-XII w. na podstawie zachowanego materiału źródłowego z kroniką kijowską Nestora na czele stał się impulsem do powstania książki The Origin of Russia (wydanej po latach w kraju w języku polskim jako Początki Rusi). Skrócone wersje wystąpień na posiedzeniach ogłaszano w Rocznikach Polskiego Towarzystwa Naukowego na Obczyźnie, wydawanego przez Towarzystwo.
Do 2023 r. wydano 62 tomy „Rocznika Polskiego Towarzystwa Naukowego na Obczyźnie”, do czerwca 2012 – 53 tomy. Zawierają one: sprawozdania Zarządu, listę członków w okresie sprawozdawczym, nekrologi i biografie, teksty wygłoszonych lub przesłanych referatów i rozpraw naukowych, sprawozdania z działalności polskich instytucji naukowych na obczyźnie i wyborów nowych członków na rocznych Walnych Zebraniach Towarzystwa. Wydawanie Rocznika możliwe było dzięki wsparciu finansowemu Polish Publications Committee. Na jego łamach rejestrowano działalność polskich instytucji i stowarzyszeń naukowych na uchodźstwie w postaci rocznych sprawozdań. Po śmierci red. Krzysztofa Rowińskiego funkcję redaktora naczelnego „Rocznika PTNO” przejęła Joanna Pyłat – od 2017 r. członek zarządu PTNO.
Numery Rocznika:
I – 1950/51; II – 1951/52; III – 1952/53; IV – 1953/54; V – 1954/55; VI -1955/1956; VII – 1956/1957; VIII – 1957/1958; IX – 1958/1959; X -1959/1960; XI – 1960/1961; XII 1961/1962; XIII – 1962/1963; XIV -1963/64; XV – 1964/65; XVI – 1965/66; XVII – 1966/67; XVIII – 1967/68; XIX – 1968/69; XX – 1969/70; XXI – 1970/71; XXII – 1971/72; XXIII -1972/79; XXIV – 1980/81; XXV – 1981/82; XXVI – 1982/83; XXVII -1983/84; XXVIII – 1984/85; XXIX – 1985/86; XXX – 1986/87; XXXI -1987/88; XXXII – 1988/89; XXXIII – 1989/90; XXXIV – 1990/91; XXXV -1991/92; XXXVI – 1992/93; XXXVII – 1993/94; XXXVIII – 1994/95; XXXIX – 1995/96; XL – 1996/97; XLI – 1997/98; XLII – 1998/99; XLIII-1999/2000; XLIV – 2000/2001; XLV – 2001/02; XLVI – 2002/03; XLVII – 2003/04; XLVIII – 2004/05; XLIX – 2005/06, L – 2006/07.
W latach 1955–1961 wydano 3 zeszyty Nauka polska na obczyźnie 1939-1960 pod redakcją prof. Tadeusza Sulimirskiego, zapoczątkowane przez Komitet Polskiej Rady Naukowej pod przewodnictwem prof. Tadeusza Grodyńskiego. W roku 1956 opublikowano dzieło pt. Adam Mickiewicz. Księga w stulecie zgonu (1855-1955), przygotowane przez Komitet redakcyjny PTNO pod przewodnictwem prof. Stanisława Strońskiego, a po jego zgonie, prof. Władysława Folkierskiego.
W roku 1985 Polska Fundacja Kulturalna opublikowała zbiorową pracę pod egidą PTNO pt. Napaść sowiecka i okupacja polskich ziem wschodnich (wrzesień 1939), redagowaną przez Józefa Jasnowskiego i Edwarda Szczepanika.
W roku 1986 PTNO wydało pracę prof. Jana Marcinkiewicza Ekologiczne zanieczyszczenie Polski i angielskie jej tłumaczenie Polution in the heart of Europe.
W roku 1989 Franciszek Strzałko wydał Studia do dziejów drewnianej architektury sakralnej pod auspicjami PTNO.

## I Kongres Kultury Polskiej na Obczyźnie 1970
W roku 1970 odbył się w Londynie I Kongres Współczesnej Nauki i Kultury Polskiej na Obczyźnie, którego prace pod redakcją dr. Mieczysława Skowrońskiego-Sasa zostały opublikowane przez komitet organizacyjny z prof. Marianem Kukielem jako honorowym przewodniczącym. W kongresie, częściowo finansowanym przez PTNO, wzięło udział 71 członków Towarzystwa. Wygłosili oni 38 spośród 82 opublikowanych referatów.

## II Kongres Kultury Polskiej na Obczyźnie 1985
W latach 1986–1990 Polska Fundacja Kulturalna wydała 10 tomów prac II Kongresu Kultury Polskiej na Obczyźnie, który zorganizowało PTNO w roku 1985:
I. Ojczyzna w sercach: pokłosie Kongresu Kultury Polskiej – redaktorzy: Edward Szczepanik i Zdzisław Wałaszewski
II. Bieżące zagadnienia krajowe – redaktor: Jan Drewnowski
III. Nowoczesna historia Polski – redaktor: Józef Jasnowski
IV. Polski wysiłek zbrojny w II wojnie światowej – redaktorzy: Stanisław Biegański i Aleksander Szkuta
V. Literatura polska na obczyźnie – redaktor: Józef Bujnowski
VI. Filozofia polska na obczyźnie – redaktor: Wiesław Strzałkowski
VII. Prace ogólno-naukowe – redaktor: Władysław Jan Skiba
VIII. Polskie więzi kulturowe na obczyźnie – redaktor: Mieczysław Paszkiewicz
IX. Oświata, książka i prasa na obczyźnie – redaktor Czesław Czapliński
X. Wieczór poezji Drugiej Emigracji – redaktorzy: Irena Delmar i Olga Żeromska

## III Kongres Kultury Polskiej na Obczyźnie 1995
W roku 1995 PTNO zorganizowało III Kongres Kultury Polskiej na Obczyźnie. W jego części pierwszej przedstawiono zbiorowe opracowania historii emigracji polskiej od 1939 roku do 1990. Opublikowano je jako „Materiały do dziejów niepodległościowego uchodźstwa polskiego 1939-1990” w ośmiu tomach:
I. Władze RP na obczyźnie podczas II wojny światowej – redaktor: Zbigniew Błażyński
II. Mobilizacja uchodźstwa do walki politycznej, 1945-1990 – redaktor: Leonidas Kliszewicz
III. Kierownictwo obozu niepodległościowego na obczyźnie, 1945-1990 – redaktor: Aleksander Szkuta
IV. Akcja niepodległościowa na terenie międzynarodowym, 1945-1990 – redaktor: Tomasz Piesakowski
V. Pomoc Krajowi przez niepodległościowe uchodźstwo, 1945-1990 – redaktor: Roman Lewicki
VI. Zakończenie działalności władz RP na uchodźstwie, 1989-1991 – redaktorzy: Ryszard Zakrzewski i Zbigniew Błażyński
VII. Wybór dokumentów – redaktorzy: Andrzej Suchcitz, Wojciech Rojek i Ludwik Maik
VIII. Uzupełnienie do tomów I, II, V i VI – redaktor: Zbigniew Błażyński.
Prace przedstawione w drugiej części Kongresu, omawiające bieżące stosunki między krajem i emigracją oraz osiągnięcia technologiczne na obczyźnie, opublikowano w trzech tomach:
I. Bieżące zagadnienia ekonomiczne, społeczne i humanistyczne – redaktor: Zdzisław Wałaszewski
II. Wybór polskich osiągnięć technologicznych na obczyźnie – redaktor Zygmunt Makowski
III. Polska poza Polską: Sprawozdanie z III Kongresu Kultury Polskiej na Obczyźnie – redaktor: Krzysztof Rowiński
W roku 2003 PTNO opublikowało książkę The Polish cultural and scientific heritage at the dawn of the third millennium, wydaną przez Polską Fundację Kulturalną. Głównym redaktorem był prof. Edward Szczepanik, a redaktorami poszczególnych działów byli: prof. Zdzisław Wałaszewski, prof. Mieczysław Paszkiewicz, prof. Stanisław Portalski i dr Andrzej Suchcitz.
Towarzystwo jest organizacją utrzymującą się z wpłat dobrowolnych osób fizycznych i organizacji. Na jego utrzymanie łożyli: Rząd Rzeczypospolitej Polskiej na uchodźstwie, a później jego majątkowy spadkobierca Polonia Aid Foundation Trust (PAFT), Stowarzyszenie Kombatantów Polskich, Koło Oficerów Dyplomowanych na Obczyźnie, Komitet Obywatelski Pomocy Uchodźcom Polskim, Stowarzyszenie Techników Polskich w Wielkiej Brytanii, PUCAL, Fundusz Oświaty Polskiej Zagranicą, Samopomoc Lotników i inne organizacje byłych żołnierzy i uchodźców polskich na świecie.

## Prezesi
Według:
- Tadeusz Brzeski (1950 – 1958)
- Tadeusz Sulimirski (1958/1959)
- Władysław Folkierski (1959 – 1961)
- Bronisław Hełczyński (1961 – 1965)
- Jakub Rostowski (1965/1966)
- Bronisław Hełczyński (1966 – 1978),
- Tadeusz Sulimirski (1978 – 1980)
- Tymon Terlecki (1980/1981)
- Edward Szczepanik (1981 – 2003)
- Stanisław Portalski (2003 – 26 listopada 2011)
- Bolesław Indyk (grudzień 2011 – 22 czerwca 2015)
- Andrzej Fórmaniak (grudzień 2015 – do 2019)
- Andrzej Suchcitz (2019 do chwili obecnej)